# Group Areas Act
Der Group Areas Act, Act No. 41 / 1950 (Afrikaans: Groepsgebiedewet; deutsch etwa: „Gruppen-Gebiete-Gesetz“) von 1950 war ein Gesetz der Südafrikanischen Union, das ein Grundbestandteil ihrer Apartheidspolitik darstellte.
Es wurde 1950 von der Nationalversammlung der Südafrikanischen Union verabschiedet und wies den verschiedenen ethnischen Gruppen (Weiße, Schwarze, Asiaten und Coloureds) eigene Wohn- und Geschäftsgebiete zu. So festigte und prägte sich die räumliche Segregation der ethnischen Gruppen in jeder Stadt weiter aus. Mit diesem Gesetz entstanden allgemeingültige Regelungen für Aufenthalts- und Wohnrechte, Eigentums- und Besitzverhältnisse sowie über Rechte in Verbindung mit der Tätigkeit von Wirtschaftsunternehmen in den jeweiligen Gebieten.

## Auswirkungen
Weil viele Ortschaften und Stadtteile südafrikanischer Kommunen bis in die 1950er Jahre von einer ethnisch gemischten Bevölkerungsstruktur geprägt waren, blieb ein schneller Vollzug der Trennung aller Ansässigen in „homogene“ Bevölkerungsgruppen nach den Zielen der Rassentrennungspolitik unrealistisch. Deshalb wurde das beabsichtigte Vorgehen in zwei Hauptetappen gegliedert. Dazu bedienten sich die Regierungsstellen der Proklamierung exakt definierter städtischer Bereiche erstens zu „kontrollierten Gebieten“ (controlled areas) und im zweiten Schritt zu „Gruppengebieten“ (group areas). Mit dem Status controlled areas entstand für die regional zuständigen Dienststellen eine Kontroll- und Steuerungsermächtigung über Eigentums- und Wohnrechte der ansässigen Bevölkerung. Das wirkte sich in der Regel in Form von Einschränkungmaßnahmen für bestimmte Bevölkerungsgruppen aus. Die Entwicklung jedes dieser betroffenen Gebiete wurde damit faktisch „eingefroren“. War eine demographische Entmischung schließlich signifikant vorangeschritten, konnte das Recht auf Eigentum und Wohnort für eine bestimmte Gruppe exklusiv festgesetzt werden. Dabei wurde noch einmal unterschieden zwischen „Gruppengebieten mit ausschließlichen Eigentums- und Besitzrechten“ für eine bestimmte Bevölkerungsgruppe und „Gruppengebieten mit ausschließlichen Aufenthalts- und Wohnrechten“ für eine bestimmte Bevölkerungsgruppe. Die im Sinne dieser Segregationsmaßnahmen umzusiedelnden Personen wurden offiziell zu „untauglichen Personen“ (disqualified persons) deklariert und verloren dadurch ihre Eigentums- und Aufenthaltsrechte.
Verstöße gegen dieses Gesetz wurden mit Geldstrafen (nach 1961 bis zu 400 Rand) oder Freiheitsstrafen bis zu zwei Jahren Haft geahndet. Das konnte bereits für eine als „untauglich“ eingestufte Person bei ihrem Besuch in einem Schnellrestaurant im „weißen“ Stadtgebiet zur Anwendung kommen. Wer als „untaugliche Person“ nicht zu einem Umzug in ein anderes ihm zugewiesenes Wohn- bzw. Aufenthaltsgebiet bereit war, erlebte in den meisten Fällen eine gewaltsame Vertreibung durch die Staatsorgane, in vielen Fällen durch Polizeieinsätze mit Hundestaffeln und unter anschließender kompletter Zerstörung des bisherigen Wohngebietes. Bekannte Fälle für diese Vorgehensweise ereigneten sich in Pageview (Johannesburg), Sophiatown (Johannesburg), District Six (Kapstadt) oder in Teilen von Cato Manor (Durban). Auf diese Art und Weise gingen die Behörden auch gezielt gegen Squattersiedlungen (Siedler ohne Rechtstitel) in den für Weiße vorgesehenen Arealen vieler Städte vor. In diesen Fällen etablierte sich aus dem Blickwinkel der Herrschaftsverhältnisse der Begriff surplus people (deutsch etwa: „überflüssige Personen“). Die zentrale Verantwortung für die Maßnahmen lag in der Hand des nach diesem Gesetz errichteten Group Areas Board (deutsch etwa: Gruppengebietsbehörde).
Der Umfang der durch dieses Gesetz betroffenen Bevölkerung nahm stets zu. Schon im Jahre 1947 hatte das Department of Native Affairs für die Regierungsbehörde Directorate of Housing eine Umsiedlungsbedarf von und damit Hausbau für 154.000 schwarze Familien und Unterbringungen von 106.900 schwarze Einzelpersonen festgestellt. Zwischen 1960 und 1982 mussten auf Grundlage von group areas-Maßnahmen etwa 850.000 Personen ihre Wohnungen verlassen. Der Group Areas Act löste eine Vielzahl nach ähnlichem Muster im gesamten Land ablaufender Maßnahmen aus. Zwangsumsiedlungen auf der Grundlage anderer Gesetze gab es demnach auch in ländlichen Gebieten (beispielsweise bei der Auflösung von Black spots) und nach anderen kommunalpolitischen Gesichtspunkten (urban relocation), wonach im selben Zeitraum etwa 2,6 Millionen Menschen betroffen waren. Selbst in Homelands gab es umfangreiche erzwungene Umsiedlungsaktionen im Rahmen von betterment-Programmen (deutsch etwa: Landverbesserungsprojekte).

## Legislative Folgewirkungen
Der Group Areas Act wurde im Jahre 1957 mit dem Native Urban Areas Amendment Act No 77 novelliert. Hiermit entstand ein Klassifizierungsinstrument, wonach Personen und Firmen nach „rassischen“ Gruppenmerkmalen im Ursprungssinne der Eiselen Line policy (Umsiedlungspolitik) eingeteilt wurden. Zunächst durch den Innenminister, seit 1962 der Minister of Community Development und ab 1965 der Minister of Planning.
Eine weitere spezielle Ermächtigung für die Regierung entstand mit dem Group Areas Development Amendment Act 1959 (Act No. 81 / 1959). Dieser ermöglichte in Gebieten, wo es keine lokale Verwaltung gab oder wo eine vorhandene nicht zum Vollzug des Group Area Act bereit war, dem Staatspräsidenten nach Konsultationen mit einer territorial nahegelegenen Lokalverwaltung und des Administrators der Provinz die Übertragung von Vollmachten, Funktionen und Aufgaben an das  Development Board (deutsch etwa: Entwicklungsbehörde) für das betroffene Gebiet. Zwecks einer besseren Umsetzung der Regierungsinteressen kam es 1961 zur Errichtung eines neuen Ministeriums, dem Department of Community Development. Die Grundlagen hierzu bildeten die Proclamation No. 34 of 1961 in Verbindung mit der Government Notice 386 of 1961. Eine Präzisierung der Aufgaben dieser neuen Regierungsstelle erging mit dem Group Areas Amendment Act  1962 (Act No. 49 / 1962). Damit ging die Zuständigkeit bezüglich des Group Area Acts vom zuvor verantwortlichen Innenministerium auf das neue Ministerium über. Der Minister des neuen Ressorts erklärte, dass sowohl das Group Areas Board und das Community Development Board ebenso wie die Housing Commission (deutsch etwa: „Wohnungsbau-Kommission“) in seinen Verantwortungsbereich fallen werden.
Im Jahre 1965 trat der Group Areas Amendment Act 1965 (No. 56 / 1965) in Kraft. Durch dieses Gesetz änderten sich die Zuständigkeiten bezüglich der Bevölkerungsgruppen. Der Minister of Planning wurde innerhalb des Group Areas Board für die Abgrenzung der Wohngebiete der europäischstämmigen Bevölkerung, der Coloureds und der asiatischstämmigen Bevölkerungsgruppen zuständig. Für die schwarze Bevölkerung verblieb die Bestimmung der Demarkationslinien im Verantwortungsbereich des Minister of Bantu Administration and Development. Der Community Development Act of 1966 (No. 3 / 1966) setzte einige Nachregulierungen fest.
Im Jahre 1966 wurde ein neues Gesetz mit demselben Namen (Group Areas Act No 36 of 1966) zur Novellierung bisheriger Ermächtigungsgrundlagen verabschiedet. Es diente zusammen mit dem Community Development Act of 1966 (No. 3 / 1966) und dem Housing Act 1966 (No. 4 / 1966) als Konsolidierungsmaßnahme innerhalb der politisch motivierten Umsiedlungsaktionen im gesamten Land.
Mit dem Community Development Amendment Act 1968 (No. 58 / 1968) erweiterten sich die Aufgaben der Behörde Community Development Board für Gebiete, in denen es eine eigene lokale Verwaltungsbehörde gab. Es konnte hiermit bestimmte Aufgaben den Lokalbehörden übertragen. Für das Community Development Board bestanden nun auch näher definierte bauplanungsrechtliche Handlungsmöglichkeiten, um auftretende Planungskonflikte bei der Errichtung von Townshipsiedlungen in Bezug auf benötigte Flächenpotenziale und der Art der Bebauung zu bearbeiten.
Mit dem Ende der Apartheid im Zeitabschnitt der gesellschaftlichen Konversion von 1990–1994 wurde 1991 auch der Group Areas Act aufgehoben.